# Rainbow Loom

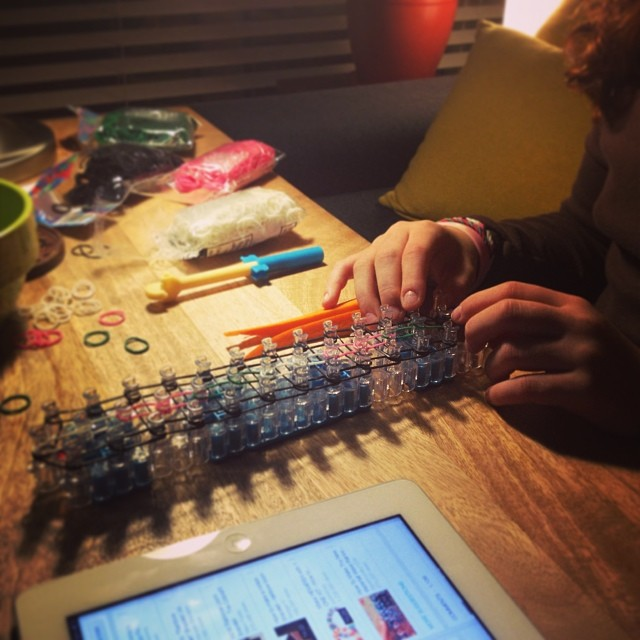
Rainbow Loom

Plastový tkalcovský stav Rainbow Loom (v překladu Duhový tkalcovský stav) slouží k vytváření náramků, přívěsků a dalších objektů z pestrobarevných gumových kroužků. Koncept vymyslel v roce 2011 Cheong Choon Ng a během několika let se stal nejrychleji rostoucí značkou hraček na světě. Cílí zejména na děti ve věku 8 až 14 let.

## Princip
Rainbow Loom využívá vlastní patentovaný tkalcovský stav fungující na principu netriviálního (Brunnian link) uzlu, díky kterému lze z gumových kroužků vytvářet přívěsky, náramky, ale i výrazně složitější tvary, například nepříliš věrné zobrazení zvířat, nebo celé šaty.

## Historie
Cheong Choon Ng původně svůj produkt označoval jako Twistz Bandz ovšem na trhu už existovala gumička do vlasů s názvem Twist Band, tudíž se nakonec rozhodl pro značku Rainbow Loom. Počáteční investice 10 000 dolarů do výrobní linky v Číně se zpočátku nevyplácela. O produkt nebyl ze strany prodejců hraček zájem.
Průlom nastal v polovině roku 2012 po sérii instruktážních videí, které Cheong Choon Ng natočil se svými dcerami a neteřemi, jelikož zásadním problémem jeho produktu byla složitost. Díky instruktážním videím se v létě 2012 dočkal první objednávky a o rok později už po jeho výrobku sáhli největší prodejci v USA, například Michaels, nebo Wal-Mart (zde pod názvem Wonder Loom). Návody jsou pro Rainbow Loom klíčovou složkou a fanoušci hračky je nahrávají zejména na Youtube, kde dosahují obrovské popularity.
Asi největšího ohlasu od veřejnosti se Rainbow Loom dostalo po tom, co vévodkyně Kate a princ George na své návštěvě Nového Zélandu nosili náramky vytvořené právě z pestrobarevných kroužků Rainbow Loom.

## Kopie a potenciální nebezpečí
Tvůrce Rainbow Loom zažaloval několik společností za porušování svých patentů. Výrazná pozornost je také věnována levnějším náhražkám, které mohou obsahovat nepovolené množství jedovatých ftalátů.